# Großer Preis von Italien 1966
Der Große Preis von Italien 1966 (offiziell Gran Premio d’Italia) fand am 4. September auf dem Autodromo Nazionale di Monza in Monza statt und war das siebte Rennen der Automobil-Weltmeisterschaft 1966.

## Berichte

### Hintergrund

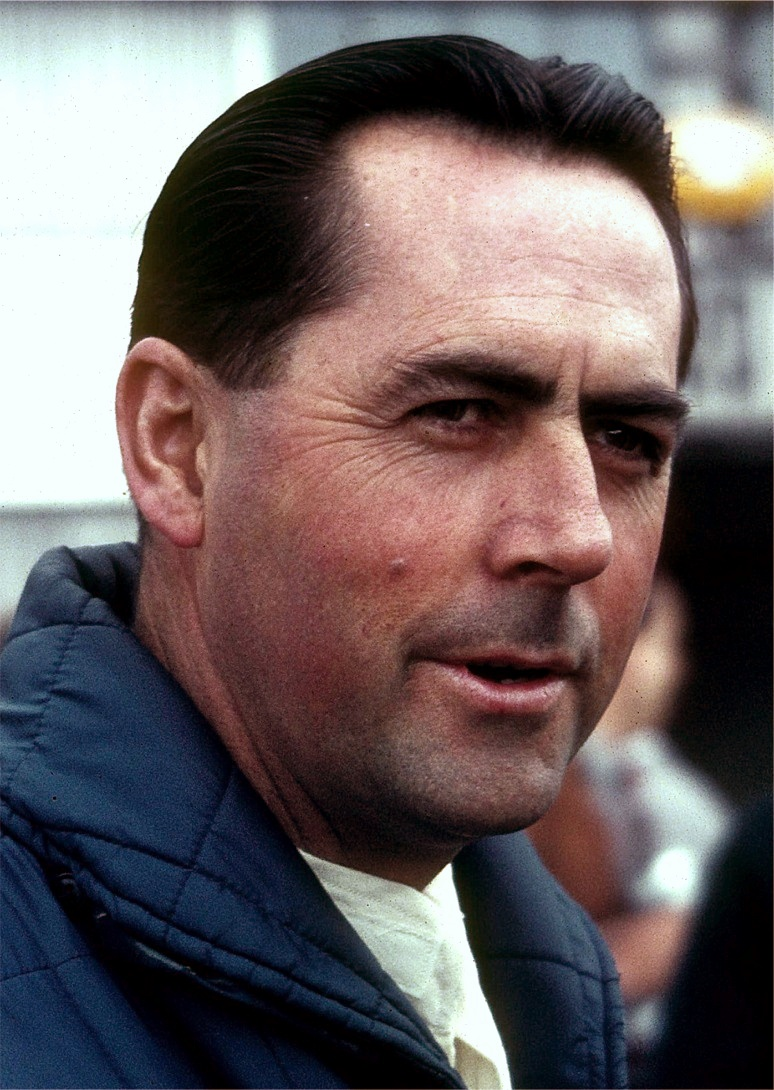
Jack Brabham wird vorzeitig zum dritten Mal Weltmeister

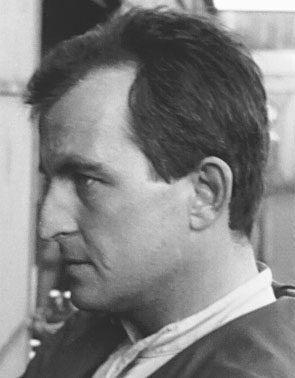
Einziger Sieg von Ludovico Scarfiotti

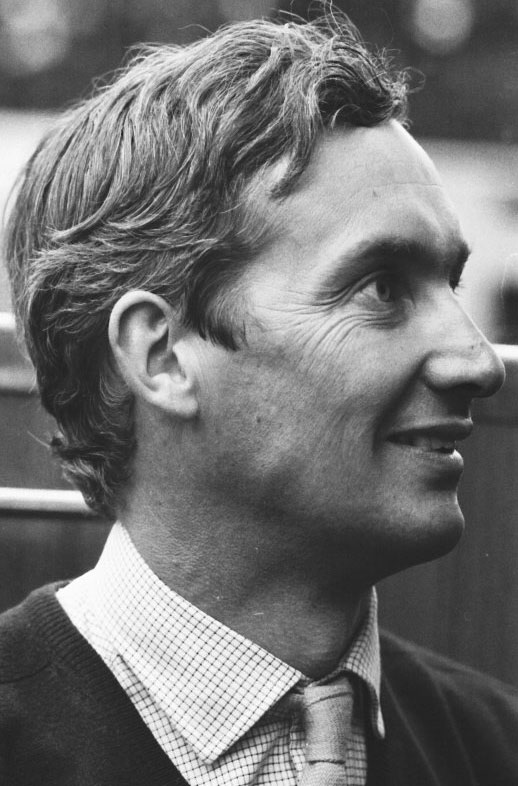
Einzige Pole-Position für Mike Parkes

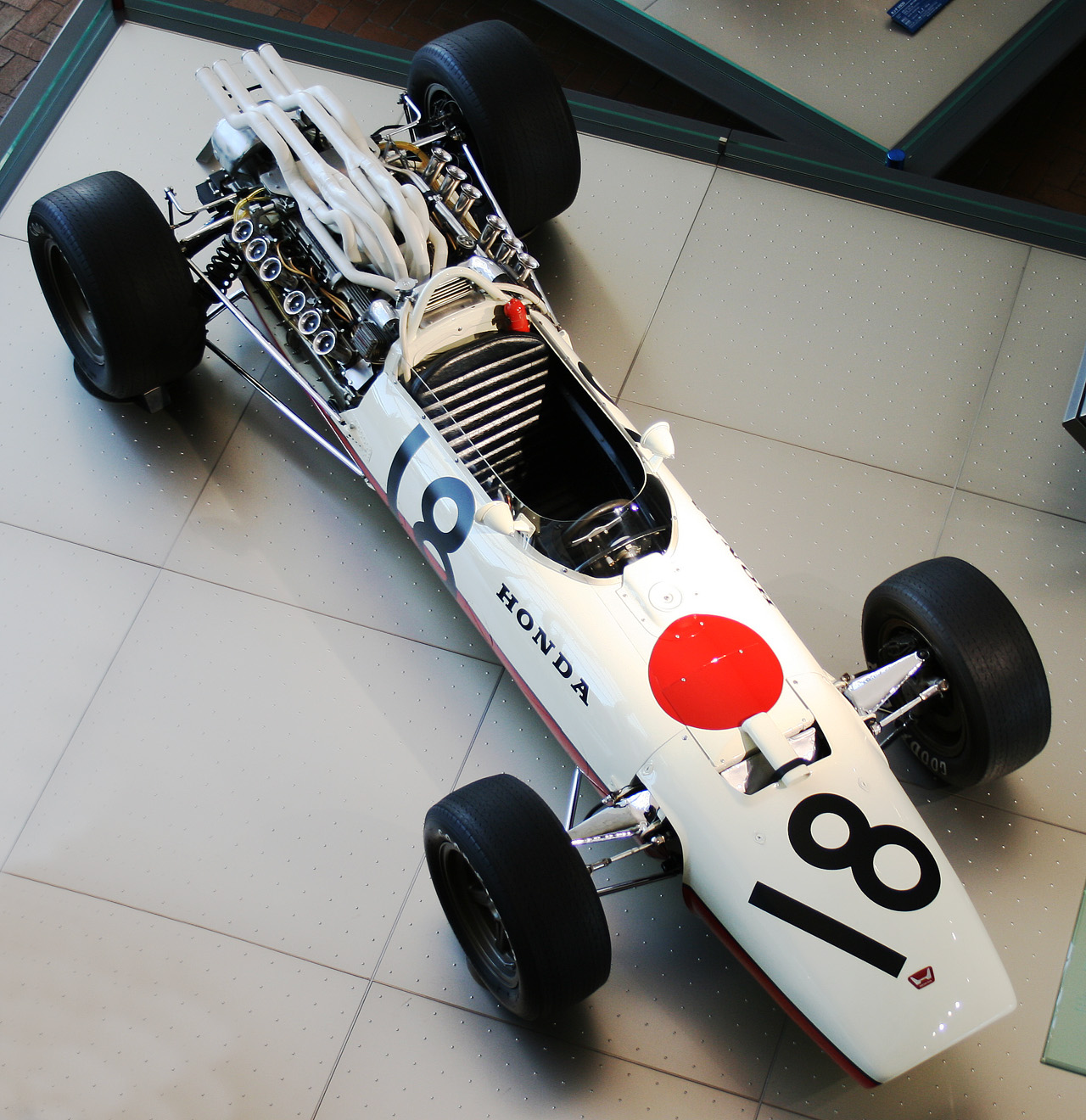
Debüt des Honda RA273

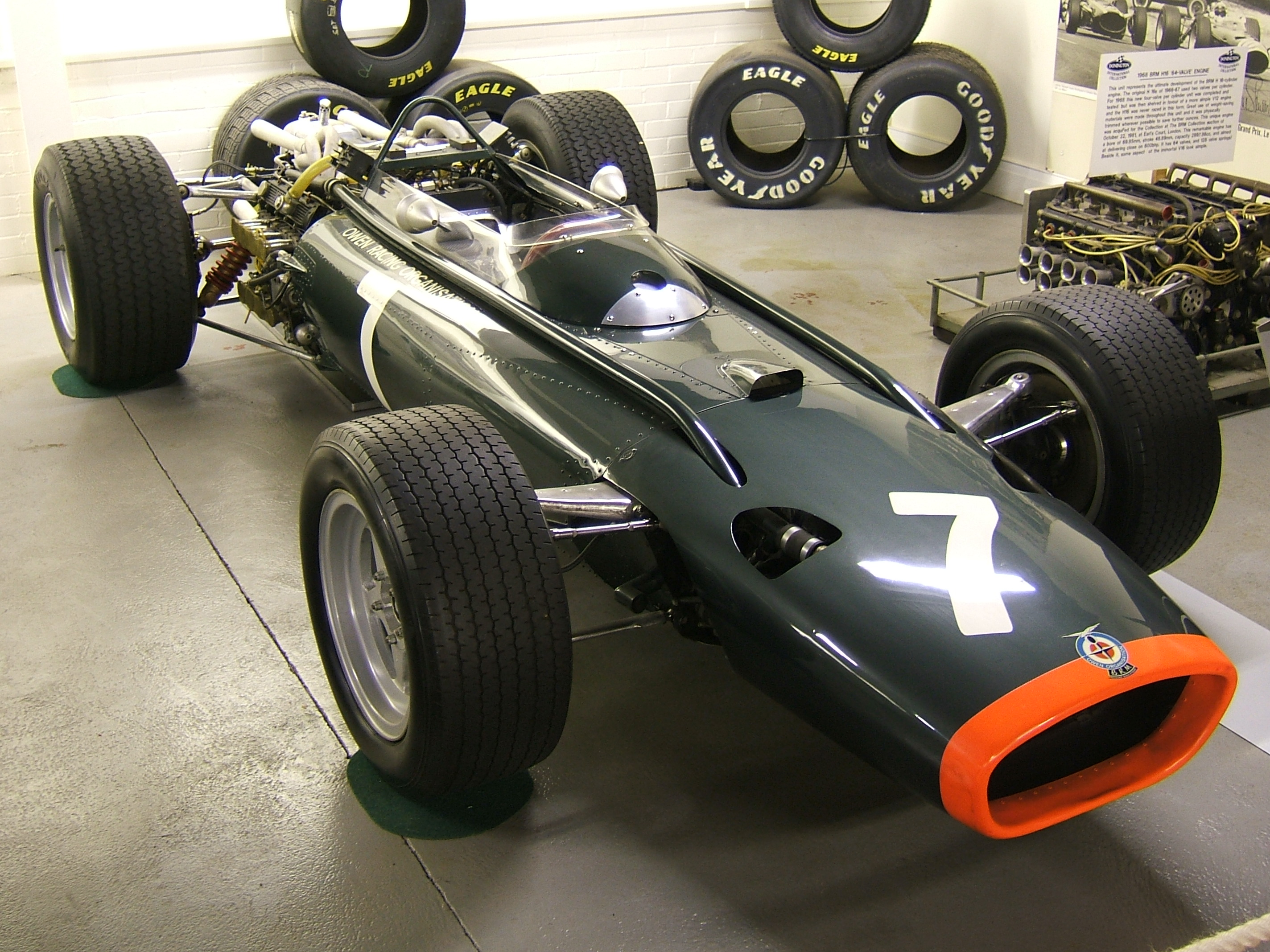
Debütrennen des BRM P83

Einen Monat nach dem Großen Preis von Deutschland fand das letzte Saisonrennen auf dem europäischen Kontinent statt. Die Vorbereitungszeit auf den Großen Preis von Italien nutzten die Konstrukteure für die Entwicklung neuer Fahrzeuge und Motoren. Ferrari meldete drei Ferrari 312 mit überarbeiteten V12-Aggregaten. Neben Lorenzo Bandini und Mike Parkes fuhr Ludovico Scarfiotti für das Team, Parkes und Scarfiotti beendeten anschließend die Saison. Lotus setzte ebenfalls drei Fahrzeuge ein. Jim Clark fuhr den neuen Lotus 43 mit einem 3,0-Liter-B.R.M.-Motor. Peter Arundell pilotierte einen Lotus 33 mit 2,0-Liter-BRM-Motor. Als dritter Fahrer war Giacomo Russo gemeldet auf Lotus 33 mit 2,0-Liter-Climax-Motor. Für Russo war es das letzte Rennen in der Automobil-Weltmeisterschaft, er verunglückte 1967 bei einem Formel-3-Rennen tödlich. Bei Brabham verwendete Jack Brabham zum ersten Mal den neuen Brabham BT20, den sein Teamkollege Denis Hulme schon die ganze Saison über fuhr. Allerdings entschied sich Brabham im Rennen doch wieder seinen Brabham BT19 einzusetzen, mit dem er die letzten vier Rennen gewann. Bei Cooper Car Company wurden die Maserati-Motoren erneuert und waren kompakter konstruiert als zuvor. B.R.M. setzte den BRM P83 zum ersten Mal im Rennen ein, nachdem dieser monatelang überarbeitet wurde und das Team in den Grand Prix zuvor den alten BRM P261 verwendete.
Nach sechs Rennen Pause kehrte Honda in die Automobil-Weltmeisterschaft zurück und begann die Saison mit dem neuen Honda RA273. Der Wagen blieb vom Design unverändert, die Konstruktion wurde an den neuen 3,0-Liter-V12-Honda-Motor angepasst. Im Vergleich zur Konkurrenz war das Fahrzeug deutlich größer und schwerer. Fahrer des Teams war Richie Ginther der von Cooper zurück zu Honda wechselte. Bei Eagle kam zum ersten Mal ein Weslake-Motor zum Einsatz, der 12 Zylinder und 3,0 Liter Hubraum hatte. Weslake hatte zuvor Ende der 50er Jahre für Vanwall-Motoren gebaut und belieferte in den folgenden Jahren ausschließlich das Eagle Team. Ein zweiter Wagen mit Climax-Motor wurde für den ehemaligen Weltmeister Phil Hill gemeldet der zuvor zwei Jahre nicht in der Automobil-Weltmeisterschaft gefahren war und für den es die letzte Meldung war. Er fuhr noch bis zum Ende des Jahres Sportwagenrennen, bevor er 1967 seinen Rücktritt vom Motorsport bekannt gab. Bei McLaren wurde die Meldung für den Grand Prix kurz vor dem ersten Training zurückgezogen, da es erneut Motorenprobleme gab.
Bei den Teams mit Kundenfahrzeugen meldete Reg Parnell Racing zum letzten Mal zwei Fahrzeuge für einen Grand Prix. Neben Stammfahrer Mike Spence, der einen Lotus 25 pilotierte, bestritt Giancarlo Baghetti sein einziges Saisonrennen auf einem älteren Ferrari. Das Rob Walker Racing Team kehrte nach einem Rennen Pause zurück, Fahrer für das Team war Joseph Siffert. Team Chamaco Collect war zum letzten Mal dabei, ihr Fahrer Bob Bondurant wechselte anschließend zu Eagle. Chris Amon, der ursprünglich für McLaren gemeldet war, trat stattdessen mit einem privaten Brabham BT11 an. Er beendete anschließend die Saison und fuhr ab 1967 für Ferrari.
Ginther bestritt seinen 50. Grand Prix.
Mit Graham Hill, Clark, John Surtees und Jackie Stewart nahmen die vier Sieger der letzten vier Jahre am Rennen teil. Bei den Konstrukteuren war Ferrari zuvor sechsmal, B.R.M. zweimal und Cooper, sowie Lotus jeweils einmal erfolgreich. In der Fahrerwertung führte Brabham überlegen und benötigte einen Sieg um vorzeitig Weltmeister zu werden. Alternativ reichte es ihm vorzeitig Weltmeister zu werden, wenn Surtees und Stewart nicht gewonnen hätten. Der Konstrukteurstitel wurde zwischen Brabham, Ferrari und B.R.M. entschieden. Auch hier reichte Brabham ein Sieg, oder Ferrari und B.R.M. hätten nicht gewonnen.

### Training
Die erste Trainingssitzung begann am Freitag Nachmittag, die ersten Bestzeiten wurden von Ferrari und Honda gefahren, Cooper hielt ebenfalls mit den schnellsten Fahrzeugen mit. Technische Probleme gab es hingegen bei Graham Hill der das Training nach wenigen Runden mit einem defekten Getriebe beendete. Gurney fuhr keine einzige Runde mit dem neuen Wagen, da die Kraftstoffpumpen und Rohre modifiziert wurden. Stattdessen wechselte er sich mit Phil Hill ab, beide fuhren den alten Eagle. Dieser hatte zeitweise die gleiche Fahrzeugnummer wie das neue Fahrzeug, was bei den Offiziellen für Verwirrung sorgte. Brabham kam bei einem Test neuer Reifen von der Strecke ab, sein Wagen wurde dabei aber nicht beschädigt. Geki fuhr ebenfalls keine Runden, da sein Lotus als Ersatzwagen für Clark bereitgehalten wurde. Am Ende der Trainingssitzung führte Ferrari das Klassement an und belegte die drei ersten Plätze, Parkes lag auf Rang eins.
Die zweite und finale Trainingssitzung wurde am Samstag abgehalten und war von 15.00 Uhr bis 18.30 Uhr angesetzt. Die drei Ferrari-Fahrer konnten ihre jeweiligen Bestzeiten des Vortages nicht weiter verbessern. Clark verbesserte sich auf den dritten Platz, Surtees auf den Vierten, wodurch Bandini zwei Plätze verlor. Stewart, Clark, Brabham, Surtees und Rindt fuhren für mehrere Runden gemeinsam um die Strecke und hielten dabei ein Rennen ab, indem sie sich gegenseitig im Windschatten fuhren und auch mehrfach gegenseitig überholten. Persönliche Bestzeiten wurden auf diese Art und Weise jedoch nicht aufgestellt. Honda versuchte ein neues Auspuffsystem zu testen, wechselte aber nach kurzer Zeit auf das alte System zurück. Geki erhielt Clarks Ersatzwagen um sich mit diesem fürs Rennen zu qualifizieren. Kurz nachdem bei Clark aber Schwierigkeiten am Getriebe auftraten wurde Geki wieder aufgefordert zu pausieren. Gurney hatte erneut keine Chance am Training teilzunehmen, da es an seinem Eagle immer noch Schwierigkeiten mit der Kraftstoffzufuhr gab. Trotzdem qualifizierte er sich mit diesem Wagen für das Rennen, da er am Freitag mit dem alten Eagle gefahren war und dieser zu dem Zeitpunkt die gleiche Nummer trug.
Parkes Bestzeit in der ersten Trainingssitzung sicherte ihm die einzige Pole-Position seiner Karriere in der Automobil-Weltmeisterschaft, für Ferrari war es die zweite der Saison. Parkes war drei Zehntelsekunden schneller als sein Teamkollege Scarfiotti der von Rang zwei startete. Clark qualifizierte sich auf Rand drei vor Surtees und Bandini. Damit lagen fünf Firestone-bereifte Fahrzeuge vorn, dahinter folgten Brabham und Ginther mit Goodyear Reifen. Die ersten Zehn wurden von Rindt, Stewart und Hulme komplettiert. Bester Fahrer mit Kundenfahrzeug war Bonnier auf Rang zwölf. Im hinteren Feld qualifizierten sich Gurney und Geki auf den letzten beiden Startplätzen. Das Fahrerfeld war auf 20 Wagen beschränkt, Phil Hill und Amon waren zu langsam und verpassten die Qualifikation für das Rennen.

### Rennen
Vor dem Rennstart überarbeitete das Eagle Team erneut das Kraftstoffzufuhrsystem. Brabham entschied sich den älteren der beiden Wagen zu fahren, die er in den Trainingssitzungen verwendete. Clark und Geki tauschten untereinander die Startnummern aus, behielten aber ihre jeweiligen Fahrzeuge mit denen sie zuvor am Training teilgenommen hatten. Für die Dreharbeiten zum Film Grand Prix war vorgesehen, Amon während des Rennens zu filmen. Da er sich nicht qualifizierte, wurde diese Rolle Spence zugesprochen, der daraufhin die Startnummer 32 statt seiner 42 verwendete und auch seinen Overall wechselte, um wie einer der Hauptdarsteller des Films auszusehen. Vor dem Rennstart hatten Gurney, Surtees und Stewart technische Probleme und erschienen erst kurz vor der Aufwärmrunde in der Startaufstellung.
Scarfiotti ging am Start in Führung vor seinen Teamkollegen Bandini und Parkes. Clark fiel mehrere Plätze zurück. Innerhalb der ersten Runde übernahm Bandini die Führung vor Parkes, dahinter fuhr Surtees. Auf den folgenden Plätzen kämpften Brabham, Ginther und Scarfiotti. Eine größere Lücke entstand zu den Verfolgern Jochen Rindt und Stewart. Hill schied in der ersten Runde mit einem Motorschaden aus. Parkes übernahm in der zweiten Runde die Führung, nachdem Bandini wegen technischer Probleme an der Kraftstoffleitung an die Box musste. Er fiel ans Ende des Felds zurück. Hulme verbesserte sich auf den vierten Platz, Clark überholte mehrere Kontrahenten im Mittelfeld. In der dritten Runde erfolgte ein weiterer Führungswechsel, als Surtees Bandini überholte. Einen Umlauf später schied Bonnier mit Problemen an der Kraftstoffleitung aus. Nur zwei Runden später war dies der gleiche Ausfallgrund bei Stewart. In Runde sieben schied Gurney aufgrund eines überhitzten Motors aus, Brabham wegen Ölverlustes. Damit hatte der Führende Surtees Chancen den vorzeitigen Titelgewinn von Brabham zu verhindern, wurde allerdings von Parkes und Hulme überholt. Auf den weiteren Plätzen überholte Scarfiotti Ginther. Dahinter verkürzte Clark kontinuierlich den Abstand, nachdem er Rindt überholt hatte. Drei Runden später benötigte Clark jedoch einen Boxenstopp aufgrund eines technischen Problems. Scarfiotti übernahm nach mehreren Überholmanövern erneut die Führung, Ginther folgte ihm auf Rang zwei. Surtees überholte unterdessen Parkes.
In Runde 18 verunfallte Ginther schwer, da er wegen eines platten Reifens von der Fahrbahn abkam und sein Wagen mit einem an der Strecke stehenden Baum zusammenprallte. Das Cockpit brach und Ginther zog sich leichte Verletzungen zu. In Runde 20 führte anschließend Scarfiotti vor Surtees, Hulme und Parkes. Ferrari versuchte durch Stallregie den Sieg von Scarfiotti zu ermöglichen, indem seine Teamkollegen zwar angewiesen wurden Surtees und Hulme zu überholen, den Führenden jedoch nicht zu attackieren. Allerdings ging diese Strategie nicht auf, Surtees übernahm mehrfach die Führung. Als Parkes seine Kontrahenten überholte und auf Rang eins lag, ließ er Scarfiotti wieder passieren, fiel dabei aber auch wieder hinter Surtees zurück.
Die Entscheidung in der Fahrerweltmeisterschaft fiel in Runde 31. Surtees kam mit einem Reifenschaden an die Box und schied aus dem Rennen aus. Da Stewart bereits zuvor ausgefallen war, stand Brabham zu diesem Zeitpunkt bereits als Weltmeister fest. Zwei Runden später stellte Bandini seinen Wagen ab. Am Ende des Feldes legte Clark mehrere Boxenstopps ein, da der Motor seines Fahrzeuges Probleme machte. Scarfiotti baute seinen Vorsprung auf die Verfolger auf zehn Sekunden aus. Parkes und Hulmes duellierten sich um Rang zwei und wechselten oft die Position. Hulme setzte sich im Zweikampf durch und verringerte den Abstand auf den Führenden als dieser auf eine Gruppe Verfolger aufschloss, die eine Runde zurück lagen. Nach dem Überrunden baute Scarfiotti seinen Vorsprung von fünf Sekunden wieder auf 15 Sekunden aus, bevor er gegen Ende des Rennens langsamer fuhr, um den Wagen zu schonen. Siffert und Clark schieden mit technischen Defekten aus. Baghetti erreichte das Ziel, wurde aber mit acht Runden Rückstand nicht gewertet. Scarfiotti gewann sein erstes und einziges Rennen in der Automobil-Weltmeisterschaft. Er ist der bis heute letzte italienische Fahrer, der sein Heimrennen gewann. Auf der Zielgeraden überholte Parkes Hulme und wurde mit drei Zehntelsekunden Vorsprung zweiter. Ein Doppelsieg beim Heimrennen gelang Ferrari erst 1979 wieder. Nur die ersten drei Fahrer waren in einer Runde, Rindt wurde Vierter vor Spence und Anderson. Außerhalb der Punkte beendeten Bondurant, Arundell und Russo das Rennen. Die schnellste Rennrunde wurde von Scarfiotti gefahren, das einzige Mal in seiner Karriere. Die vorzeitige Weltmeisterschaft für Brabham war seine dritte und letzte. Er ist bis heute der einzige Fahrer, der mit einem eigens konstruierten Wagen Weltmeister wurde. In der Konstrukteurs-Weltmeisterschaft lag Brabham nach dem Rennen vier Punkte vor Ferrari, die nur noch rechnerische Chancen auf den Titelgewinn hatten. Ferrari hätte die letzten beiden Rennen gewinnen müssen und Brabham hätte bei beiden Großen Preisen maximal Dritter werden dürfen.

## Meldeliste
| Team                        | Nr. | Fahrer              | Chassis            | Motor            | Reifen |
| --------------------------- | --- | ------------------- | ------------------ | ---------------- | ------ |
| Scuderia Ferrari SpA SEFAC  | 02  | Lorenzo Bandini     | Ferrari 312/66     | Ferrari 3.0 V12  | F      |
| Scuderia Ferrari SpA SEFAC  | 04  | Mike Parkes         | Ferrari 312/66     | Ferrari 3.0 V12  | F      |
| Scuderia Ferrari SpA SEFAC  | 06  | Ludovico Scarfiotti | Ferrari 312/66     | Ferrari 3.0 V12  | F      |
| Brabham Racing Organisation | 10  | Jack Brabham        | Brabham BT19       | Repco 3.0 V8     | G      |
| Brabham Racing Organisation | 10  | Jack Brabham        | Brabham BT20       | Repco 3.0 V8     | G      |
| Brabham Racing Organisation | 12  | Denis Hulme         | Brabham BT20       | Repco 3.0 V8     | G      |
| Cooper Car Company          | 14  | John Surtees        | Cooper T81         | Maserati 3.0 V12 | F      |
| Cooper Car Company          | 16  | Jochen Rindt        | Cooper T81         | Maserati 3.0 V12 | F      |
| Honda R&D Co.               | 18  | Richie Ginther      | Honda RA273        | Honda 3.0 V12    | G      |
| Team Lotus                  | 20  | Giacomo Russo       | Lotus 33           | Climax 2.0 V8    | F      |
| Team Lotus                  | 22  | Jim Clark           | Lotus 43           | BRM 3.0 H16      | F      |
| Team Lotus                  | 24  | Jim Clark           | Lotus 43           | BRM 3.0 H16      | F      |
| Team Lotus                  | 22  | Peter Arundell      | Lotus 33           | BRM 2.0 V8       | F      |
| Team Lotus                  | 24  | Peter Arundell      | Lotus 33           | BRM 2.0 V8       | F      |
| Owen Racing Organisation    | 26  | Graham Hill         | BRM P83            | BRM 3.0 H16      | G      |
| Owen Racing Organisation    | 26  | Graham Hill         | BRM P261           | BRM 2.0 V8       | G      |
| Owen Racing Organisation    | 28  | Jackie Stewart      | BRM P83            | BRM 3.0 H16      | G      |
| Anglo American Racers       | 30  | Dan Gurney          | Eagle T1G          | Weslake 3.0 V12  | G      |
| Anglo American Racers       | 34  | Dan Gurney          | Eagle T1G          | Climax 2.7 L4    | G      |
| Anglo American Racers       | 34  | Phil Hill           | Eagle T1G          | Climax 2.7 L4    | G      |
| Chris Amon                  | 32  | Chris Amon          | Brabham BT11       | BRM 2.0 V8       |        |
| Reg Parnell Racing          | 32  | Mike Spence         | Lotus 25           | BRM 2.0 V8       | F      |
| Reg Parnell Racing          | 42  | Mike Spence         | Lotus 25           | BRM 2.0 V8       | F      |
| Reg Parnell Racing          | 44  | Giancarlo Baghetti  | Lotus 25           | BRM 2.0 V8       | F      |
| Reg Parnell Racing          | 44  | Giancarlo Baghetti  | Ferrari Dino 246F1 | Ferrari 2.4 V6   | F      |
| Rob Walker Racing Team      | 36  | Joseph Siffert      | Cooper T81         | Maserati 3.0 V12 | D      |
| Anglo Suisse Racing Team    | 38  | Joakim Bonnier      | Cooper T81         | Maserati 3.0 V12 | F      |
| DW Racing Enterprises       | 40  | Bob Anderson        | Brabham BT11       | Climax 2.7 L4    | F      |
| Team Chamaco Collect        | 48  | Bob Bondurant       | BRM P261           | BRM 2.0 V8       | G      |

Anmerkungen
1. ↑  Jack Brabham fuhr sowohl den Brabham BT19 als auch den Brabham BT20 in den Trainingssitzungen und tauschte die Nummer unter beiden Wagen aus, sodass die Rundenzeiten beider Fahrzeuge für das Trainingsergebnis zählten. Im Rennen fuhr Brabham den Brabham BT19.
2. 1 2  Jim Clark fuhr den Lotus 43 mit der Nummer 22 in den Trainingssitzungen, Geki den Lotus 33 mit der Nummer 24. Im Rennen fuhren beide Fahrer den gleichen Wagen, tauschten jedoch die Nummern untereinander aus.
3. ↑  Graham Hill fuhr sowohl den BRM P83 als auch den BRM P261 in den Trainingssitzungen. Im Rennen fuhr er den BRM P83 mit der Nummer 26.
4. 1 2  Dan Gurney und Phil Hill fuhren den Eagle mit der Nummer 34 in den Trainingssitzungen.
5. 1 2  Chris Amon fuhr den Brabham mit der Nummer 32 in den Trainingssitzungen, Mike Spence den Lotus mit der Nummer 44. Nachdem sich Amon nicht für das Rennen qualifizierte übernahm Spence die Nummer 32 für das Rennen.
6. ↑  Giancarlo Baghetti fuhr den Lotus 25 in den Trainingssitzungen. Nach der Beschädigung des Wagens lieh ihm Ferrari einen alten Ferrari 246 mit dem Baghetti das restliche Training und das Rennen bestritt.

## Klassifikationen

### Startaufstellung
| Pos. | Fahrer              | Konstrukteur    | Zeit    | Start |
| ---- | ------------------- | --------------- | ------- | ----- |
| 01   | Mike Parkes         | Ferrari         | 1:31,30 | 01    |
| 02   | Ludovico Scarfiotti | Ferrari         | 1:31,60 | 02    |
| 03   | Jim Clark           | Lotus-B.R.M.    | 1:31,80 | 03    |
| 04   | John Surtees        | Cooper-Maserati | 1:31,90 | 04    |
| 05   | Lorenzo Bandini     | Ferrari         | 1:32,00 | 05    |
| 06   | Jack Brabham        | Brabham-Repco   | 1:32,20 | 06    |
| 07   | Richie Ginther      | Honda           | 1:32,40 | 07    |
| 08   | Jochen Rindt        | Cooper-Maserati | 1:32,70 | 08    |
| 09   | Jackie Stewart      | B.R.M.          | 1:32,81 | 09    |
| 10   | Denis Hulme         | Brabham-Repco   | 1:32,84 | 10    |
| 11   | Graham Hill         | B.R.M.          | 1:33,40 | 11    |
| 12   | Joakim Bonnier      | Cooper-Maserati | 1:33,70 | 12    |
| 13   | Peter Arundell      | Lotus-B.R.M.    | 1:34,10 | 13    |
| 14   | Mike Spence         | Lotus-B.R.M.    | 1:35,00 | 14    |
| 15   | Bob Anderson        | Brabham-Climax  | 1:35,30 | 15    |
| 16   | Giancarlo Baghetti  | Ferrari         | 1:35,50 | 16    |
| 17   | Joseph Siffert      | Cooper-Maserati | 1:36,30 | 17    |
| 18   | Bob Bondurant       | B.R.M.          | 1:36,90 | 18    |
| 19   | Dan Gurney          | Eagle-Weslake   | 1:37.60 | 19    |
| 20   | Giacomo Russo       | Lotus-Climax    | 1:39,30 | 20    |
| DNQ  | Phil Hill           | Eagle-Weslake   | 1:40,00 | –     |
| DNQ  | Chris Amon          | Brabham-B.R.M.  | 1:40,30 | –     |

### Rennen
| Pos. | Fahrer              | Konstrukteur    | Runden | Stopps | Zeit        | Start | Schnellste Runde |
| ---- | ------------------- | --------------- | ------ | ------ | ----------- | ----- | ---------------- |
| 01   | Ludovico Scarfiotti | Ferrari         | 68     | 0      | 1:47:14,800 | 02    | 1:32,40 (49.)    |
| 02   | Mike Parkes         | Ferrari         | 68     | 0      | + 5,800     | 01    |                  |
| 03   | Denis Hulme         | Brabham-Repco   | 68     | 0      | + 6,100     | 10    |                  |
| 04   | Jochen Rindt        | Cooper-Maserati | 67     | 0      | + 1 Runde   | 08    |                  |
| 05   | Mike Spence         | Lotus-B.R.M.    | 67     | 0      | + 1 Runde   | 14    |                  |
| 06   | Bob Anderson        | Brabham-Climax  | 66     | 0      | + 2 Runden  | 15    |                  |
| 07   | Bob Bondurant       | B.R.M.          | 66     | 0      | + 3 Runden  | 18    |                  |
| 08   | Peter Arundell      | Lotus-B.R.M.    | 63     | 0      | + 5 Runden  | 13    |                  |
| 09   | Giacomo Russo       | Lotus-Climax    | 63     | 0      | + 5 Runden  | 20    |                  |
| –    | Giancarlo Baghetti  | Ferrari         | 60     | 0      | NC          | 16    |                  |
| –    | Jim Clark           | Lotus-B.R.M.    | 58     | 0      | DNF         | 03    |                  |
| –    | Joseph Siffert      | Cooper-Maserati | 46     | 0      | DNF         | 17    |                  |
| –    | Lorenzo Bandini     | Ferrari         | 33     | 0      | DNF         | 05    |                  |
| –    | John Surtees        | Cooper-Maserati | 31     | 0      | DNF         | 04    |                  |
| –    | Richie Ginther      | Honda           | 18     | 0      | DNF         | 07    |                  |
| –    | Jack Brabham        | Brabham-Repco   | 7      | 0      | DNF         | 06    |                  |
| –    | Dan Gurney          | Eagle-Weslake   | 7      | 0      | DNF         | 19    |                  |
| –    | Jackie Stewart      | B.R.M.          | 5      | 0      | DNF         | 09    |                  |
| –    | Joakim Bonnier      | Cooper-Maserati | 3      | 0      | DNF         | 12    |                  |
| –    | Graham Hill         | B.R.M.          | 1      | 0      | DNF         | 11    |                  |

## WM-Stände nach dem Rennen
Die ersten sechs des Rennens bekamen 9, 6, 4, 3, 2, 1 Punkte. Es zählten nur die fünf besten Ergebnisse aus neun Rennen. In der Konstrukteurswertung zählten dabei nur die Punkte des bestplatzierten Fahrers eines Teams.

### Fahrerwertung
| Pos. | Fahrer              | Konstrukteur              | Punkte |
| ---- | ------------------- | ------------------------- | ------ |
| 01   | Jack Brabham        | Brabham-Repco             | 39     |
| 02   | Jochen Rindt        | Cooper-Maserati           | 18     |
| 03   | Graham Hill         | B.R.M.                    | 17     |
| 04   | John Surtees        | Cooper-Maserati / Ferrari | 15     |
| 05   | Denis Hulme         | Brabham-Repco             | 14     |
| 06   | Jackie Stewart      | B.R.M.                    | 14     |
| 07   | Mike Parkes         | Ferrari                   | 12     |
| 08   | Lorenzo Bandini     | Ferrari                   | 12     |
| 09   | Ludovico Scarfiotti | Ferrari                   | 9      |
| 10   | Jim Clark           | Lotus-Climax              | 7      |
| 11   | Mike Spence         | Lotus-B.R.M.              | 4      |
| 12   | Bob Bondurant       | B.R.M.                    | 3      |
| 13   | Richie Ginther      | Cooper-Maserati           | 2      |
| 14   | Dan Gurney          | Eagle-Climax              | 2      |
| 15   | John Taylor †       | Brabham-B.R.M.            | 1      |
| 16   | Bruce McLaren       | McLaren-Serenissima       | 1      |
| 17   | Chris Irwin         | Brabham-Climax            | 1      |
| 18   | Bob Anderson        | Brabham-Climax            | 1      |

| Pos. | Fahrer               | Konstrukteur                     | Punkte |
| ---- | -------------------- | -------------------------------- | ------ |
| 19   | Joakim Bonnier       | Brabham-Climax / Cooper-Maserati | 0      |
| 20   | Chris Amon           | Cooper-Maserati                  | 0      |
| 21   | Jean-Pierre Beltoise | Matra-Ford                       | 0      |
| 22   | Guy Ligier           | Cooper-Maserati                  | 0      |
| 23   | Hubert Hahne         | Matra-B.R.M.                     | 0      |
| 24   | Giacomo Russo        | Lotus-Climax                     | 0      |
| 25   | Jo Schlesser         | Matra-Ford                       | 0      |
| 26   | Chris Lawrence       | Cooper-Ferrari                   | 0      |
| 27   | Hans Herrmann        | Brabham-Ford                     | 0      |
| –    | Giancarlo Baghetti   | Ferrari                          | 0      |
| –    | Pedro Rodríguez      | Lotus-Climax                     | 0      |
| –    | Joseph Siffert       | Cooper-Maserati / Brabham-B.R.M. | 0      |
| –    | Peter Arundell       | Lotus-B.R.M.                     | 0      |
| –    | Trevor Taylor        | Shannon-Climax                   | 0      |
| –    | Piers Courage        | Lotus-Ford                       | 0      |
| –    | Alan Rees            | Brabham-Ford                     | 0      |
| –    | Kurt Ahrens          | Brabham-Ford                     | 0      |
| –    | Jacky Ickx           | Matra-Ford                       | 0      |

### Konstrukteurswertung
| Pos. | Konstrukteur    | Punkte  |
| ---- | --------------- | ------- |
| 01   | Brabham-Repco   | 40 (43) |
| 02   | Ferrari         | 31 (32) |
| 03   | B.R.M.          | 22      |
| 04   | Cooper-Maserati | 20      |
| 05   | Lotus-Climax    | 7       |
| 06   | Lotus-B.R.M.    | 4       |

| Pos. | Konstrukteur        | Punkte |
| ---- | ------------------- | ------ |
| 07   | Eagle-Climax        | 2      |
| 08   | Brabham-B.R.M.      | 1      |
| 09   | McLaren-Serenissima | 1      |
| 10   | Brabham-Climax      | 1      |
| 11   | McLaren-Ford        | 0      |
| –    | Honda               | 0      |